# Prasa krawędziowa

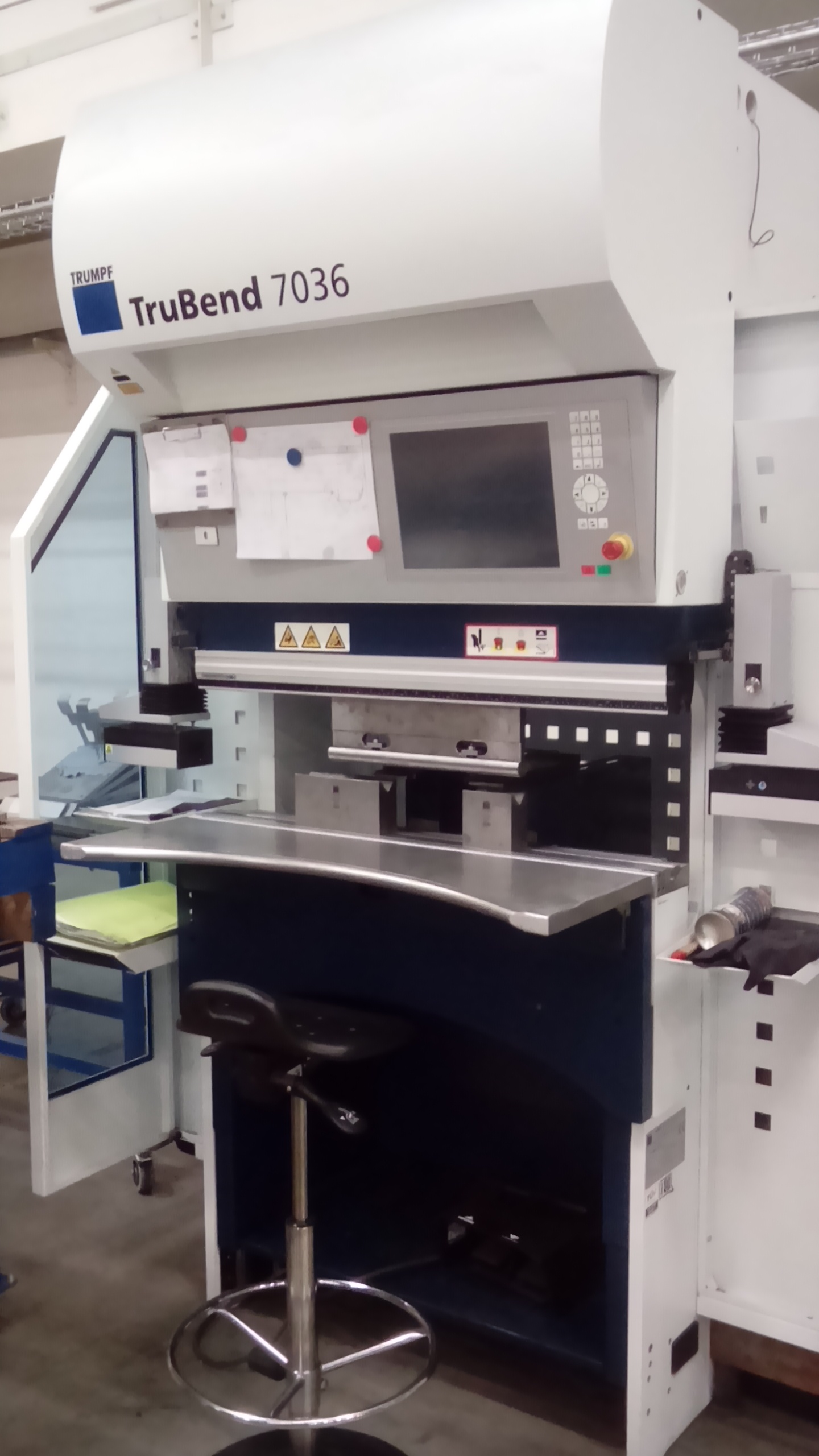
Prasa krawędziowa elektryczna

Symulacja procesu gięcia

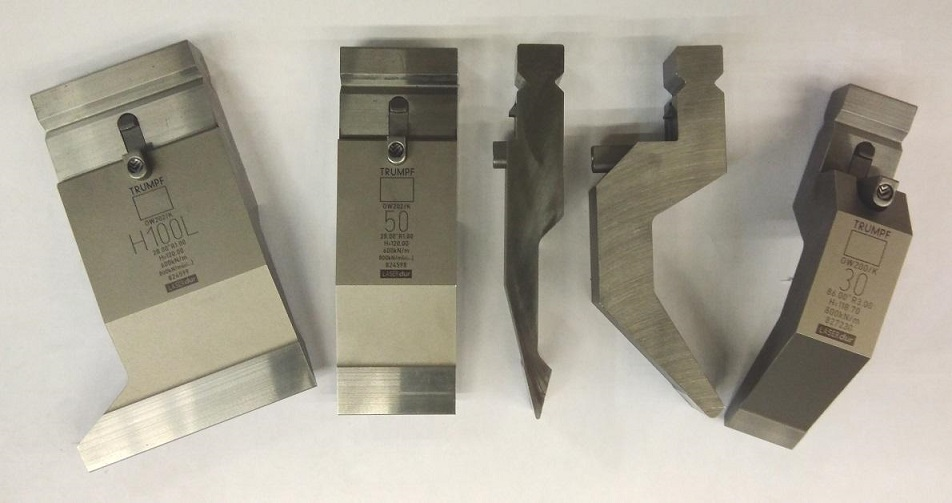
Stemple

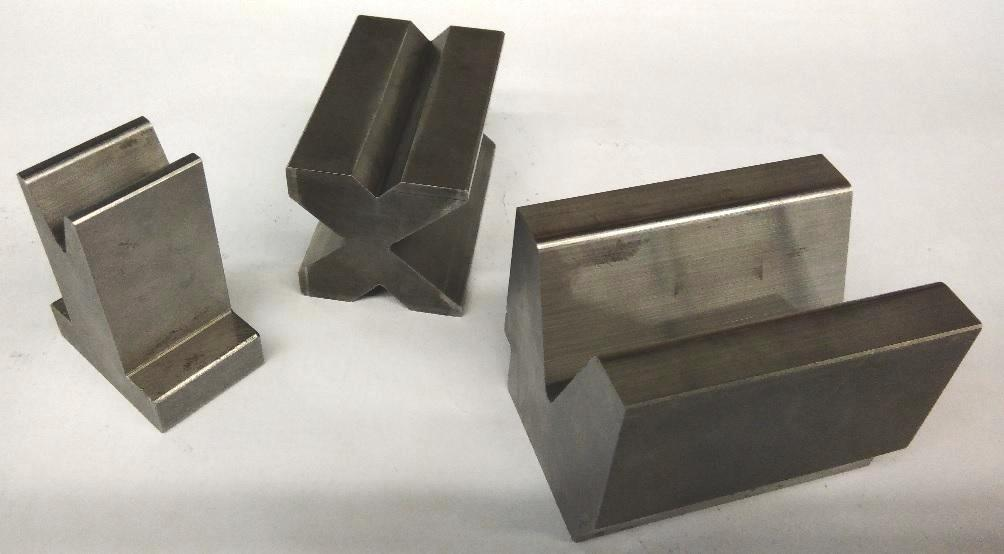
Matryce

Prasa krawędziowa (krawędziarka) – rodzaj prasy służącej do gięcia arkuszy blachy.
Prasy krawędziowe przy zastosowaniu odpowiednich stempli i matryc pozwalają na wyginanie blach pod dowolnym kątem a także ich zagniatania czy karbowania.

## Budowa
Zazwyczaj prasa krawędziowa zbudowana jest z ramy w kształcie litery C z belką dolną czasem ruchomą w płaszczyźnie poziomej, na której osadzona jest matryca oraz ruchomą w płaszczyźnie pionowej belką górną z osadzonym w niej stemplem poruszaną za pomocą dwóch zsynchronizowanych cylindrów hydraulicznych.
Podstawowe parametry określające prasy krawędziowe to siła nacisku wyrażana w tonach oraz maksymalna długość gięcia wyrażana w milimetrach. Inne główne parametry to prędkość gięcia oraz liczba osi.

## Rodzaje
Prasy krawędziowe spotykane są w wersjach hydraulicznych, elektrycznych, pneumatycznych a także mechanicznych.
Prasy hydrauliczne wykazują się największą siłą nacisku rzędu kilkudziesięciu czy kilkuset ton i wykorzystywane są do gięcia grubych i długich blach, których długość to kilka metrów.
Prasy pneumatyczne czy elektryczne nie posiadają tak dużej siły nacisku często są jednak dużo szybsze od pras hydraulicznych i wykorzystywane są do wielkoseriowego gięcia małych elementów.
W prasie mechanicznej energia jest dostarczana do koła zamachowego za pomocą silnika elektrycznego. Sprzęgło sprzęga się z kołem zamachowym w celu napędzania mechanizmu korbowego, który przemieszcza ramię w pionie. Dokładność i szybkość to dwie zalety prasy mechanicznej.
Aktualnie większość wykorzystywanych w przemyśle pras to prasy sterowane komputerowo CNC, co gwarantuje wysoką precyzję oraz powtarzalność procesu gięcia.
Przykładowi producenci pras krawędziowych to Trumpf, Ermaksan, Durma, Amada i LVD.